# 福岡県道778号江浦瀬高線
福岡県道778号江浦瀬高線（ふくおかけんどう778ごう えのうらせたかせん）は、福岡県みやま市を通る一般県道である。

## 概要
みやま市高田町江浦町からみやま市瀬高町高柳に至る。起点からみやま市瀬高町濱田の中間までは中央線無し、それより終点までの区間は2車線への拡幅工事済みである。また、起点付近の飯江川に架かる丁字橋は建設が古く幅が狭いため小型車同士以外は離合（行き違い）が困難である。
以前は国道209号瀬高町役場前（現みやま市役所前）交差点を終点としていたが、国道443号三橋瀬高バイパスの暫定開通に伴い終点が同バイパスとの交点に変更となった模様である。またこの道路は国道209号と終始平行して走るため、旧瀬高町内の一部区間は信号と交通量の多さを嫌うドライバーに短絡道路として使われている。

### 路線データ
- 起点：福岡県みやま市高田町江浦町（福岡県道94号高田山川線交点）
- 終点：福岡県みやま市瀬高町高柳（高柳交差点、国道443号交点）
- 総延長：6.1 km

## 路線状況

### 道路施設

#### 橋梁
- 丁字橋（飯江川、みやま市）
- 小開橋（とね川、みやま市）
- 南橋（みやま市）
- 経の坪橋（みやま市）
- 沖田橋（浜田水路、みやま市）

## 地理

### 通過する自治体
- みやま市

### 交差する道路
| 交差する道路                 | 交差する場所 | 交差する場所      |
| ---------------------------- | ------------ | ----------------- |
| 福岡県道94号高田山川線       | 高田町江浦町 | 起点              |
| 福岡県道714号高田柳川線      | 瀬高町濱田   | 沖田東交差点      |
| 国道443号 / 三橋瀬高バイパス | 瀬高町高柳   | 高柳交差点 / 終点 |

### 沿線
- みやま市立南小学校